# Новиков, Виталий Михайлович
Виталий Михайлович Новиков (род. 13 января 1979, Москва) — российский фигурист, выступавший в танцах на льду. Двукратный призёр чемпионата России в паре со Светланой Куликовой (2004, 2005).

## Биография
В начале своей фигурной карьеры Виталий Новиков пробовал кататься с Анастасией Гребёнкиной, Екатериной Гвоздковой и Маккензи Моливер (Mackenzie Moliver).
Со Светланой Куликовой он встал в пару в январе 2003 года. Они выиграли первый же свой совместный турнир — Nebelhorn Trophy, опередив Яну Хохлову и Сергея Новицкого, дважды становились призёрами Чемпионата России, дважды участвовали в чемпионатах Европы и мира. Их лучшие результаты — 7 на чемпионате Европы 2005 и 13 на чемпионате мира 2004. В то время их тренировали Евгений Платов и Татьяна Тарасова. Они прекратили сотрудничать после 14 места на чемпионате мира 2005 года.
В 2005 году Новиков встал в пару с Ольгой Орловой. Они стали 6 на Cup of Russia 2005 и 5 на Чемпионате России.
В 2008 году принимал участие в ледовом шоу Первого канала — «Ледниковый период — 2» с Жанной Фриске
В настоящее время Виталий работает тренером по фигурному катанию.

## Программы
| Season    | Оригинальный танец                                                                                       | Произвольный танец                                             |
| --------- | --- | -------------------------------------------------------------- |
| 2004—2005 | - Квикстеп: Girls, Girls, Girls - Медленный фокстрот: New York, New York - Квикстеп: Girls, Girls, Girls | - Mon Amour Сара Брайтман - Фламенко - Mon Amour Сара Брайтман |
| 2003—2004 | - Рок-н-ролл - Блюз - Рок-н-ролл                                                                         | - Carmina Burana by Карл Орф                                   |

## Результаты

### с Орловой
| Международные    | Международные |
| Event            | 2005—2006     |
| ---------------- | ------------- |
| Cup of Russia    | 6             |
| Национальные     |               |
| Чемпионат России | 5             |

### С Куликовой
| Результаты         | Результаты    | Результаты    |
| Международные      | Международные | Международные |
| Event              | 2003—2004     | 2004—2005     |
| ------------------ | ------------- | ------------- |
| Чемпионат мира     | 13            | 14            |
| Чемпионат Европы   | 8             | 7             |
| GP Cup of Russia   | 7             |               |
| GP NHK Trophy      |               | 5             |
| GP Skate America   |               | 4             |
| GP Trophée Lalique | 5             |               |
| Nebelhorn Trophy   | 1st           |               |
| National           |               |               |
| Чемпионат России   | 3rd           | 2             |
| GP = Гран-При      |               |               |

### С Гребёнкиной
| Международные    | Международные | Международные |
| Event            | 1999—2000     | 2000—2001     |
| ---------------- | ------------- | ------------- |
| Skate America    |               | 9             |
| Nebelhorn Trophy |               | 6             |
| Skate Israel     | 7             |               |
| Национальные     |               |               |
| Чемпионат России | 5             | 8             |